# 제14회 홍콩 영화 금상장
제14회 홍콩 영화 금상장은 1995년 4월 23일에 열린 시상식이다.

## 수상 및 후보

### 작품상
- 중경삼림 - 왕가위 수상
- 아화춘천유개약회 - 고지삼
- 동사서독 - 왕가위
- 비호 - 진가상
- 금지옥엽 - 진가신

### 감독상
- 중경삼림 - 왕가위 수상
- 동사서독 - 왕가위
- 비호 - 진가상
- 금지옥엽 - 진가신
- 양축 - 서극

### 각본상
- 아화춘천유개약회 - 두국위 수상
- 중경삼림 - 왕가위
- 동사서독 - 왕가위
- 금지옥엽 - 완세생
- 만9조5 - 완세생

### 남우주연상
- 중경삼림 - 양조위 수상
- 007 북경특급 - 주성치
- 화기소림 - 주윤발
- 금지옥엽 - 장국영
- 비상정탐 - 장학우
- 삼개상애적소년 - 갈민휘

### 여우주연상
- 금지옥엽 - 원영의 수상
- 중경삼림 - 왕페이
- 레드 로즈 화이트 로즈 - 조안 첸
- 등저니회래 - 오천련
- 아화춘천유개약회 - 유아려

### 남우조연상
- 만9조5 - 진소춘 수상
- 금지옥엽 - 진소춘
- 비호 - 진국방
- 007 북경특급 - 나가영
- 신동거시대 - 갈민휘

### 여우조연상
- 아화춘천유개약회 - 나관란 수상
- 등저니회래 - 오군여
- 양축 - 오가려
- 중경삼림 - 주가령
- 아화춘천유개약회 - 풍울형

### 신인상
- 아화춘천유개약회 - 유아려 수상
- 비호 - Kam-Cheong Yung
- 비상정탐 - Mavis Fan
- 금지옥엽 - 진소춘
- 만9조5 - 진소춘

### 촬영상
- 동사서독 - 크리스토퍼 도일 수상
- 독벽신도 - 장동량
- 동사서독 - 유위강
- 등저니회래 - 황악태
- 화기소림 - 포덕희

### 편집상
- 중경삼림 - 장숙평 수상
- 동사서독 - 해걸위 외
- 비호 - Kei-Hop Chan
- 취권 2 - 피터 청
- Tun Men se mo - 임안아

### 미술상
- 동사서독 - 장숙평 수상
- 중경삼림 - 장숙평
- 금지옥엽 - 해중문
- 레드 로즈 화이트 로즈 - Yuk Muk Pok
- 양축 - 장숙평

### 의상&메이크업상
- 동사서독 - 장숙평 수상
- 금지옥엽 - 오리로
- 레드 로즈 화이트 로즈 - Yuk Muk Pok
- 양축 - 장숙평
- 서초패왕 - Kwan Kit Mok

### 무술감독상
- 취권 2 - 유가량 외 수상
- 동사서독 - 홍금보
- 소림오조 - 원규
- 정무문 - 원화평
- 보디가드 - 원규 외

### 영화음악상
- 양축 - 황점 외 수상
- 중경삼림 - 진훈기 외
- 동사서독 - 진훈기
- 레드 로즈 화이트 로즈 - Johnny Chen
- 아화춘천유개약회 - Hoi-Kam Lee

### 주제가상
- 금지옥엽
- 비상정탐
- 레드 로즈 화이트 로즈
- 천여지
- 만9조5